# Muntelbolwerk
Het Muntelbolwerk of Bastion Muntel was een bastion in de binnenstad van 's-Hertogenbosch en was een onderdeel van de vestingwerken. Het bolwerk werd aangelegd tezamen met het Hinthamerbolwerk in 1618 bij de uitbreiding van de tweede ommuring.
Samen met het Hinthamerbolwerk was dit bolwerk een sterke verdediging. Ernst Casimir lukte het niet om hier een bres te slaan bij het Beleg van 's-Hertogenbosch in 1629. Ook lukte het de Fransen in 1794 niet om vanuit hier de stad binnen te dringen.
Bij het bolwerk was ook een Halve maan te vinden. De binnenkant hiervan is nog duidelijk te herkennen in de stroming van de Aa en wordt momenteel opnieuw opgebouwd. Verder is er weinig meer wat aan het bastion herinnert, behalve dat de naam Muntelbolwerk tegenwoordig als de naam van een straat wordt gebruikt.